# 徳島県道・香川県道6号込野観音寺線
徳島県道・香川県道6号込野観音寺線（とくしまけんどう・かがわけんどう6ごう こみのかんおんじせん）は、徳島県三好市から香川県観音寺市に至る主要地方道（徳島県道・香川県道）である。

## 概要
徳島県道268号野呂内三縄停車場線交点から県境までは道幅が狭く荒れているので普通車でも対向は難しくなっている。

### 路線データ
- 起点：徳島県三好市池田町西山字込野（徳島県道5号観音寺池田線交点）
- 終点：香川県観音寺市坂本町二丁目（明治橋交差点・香川県道49号観音寺善通寺線交点）
- 陸上距離：10.717 km（徳島県道[平成29年徳島県道路現況調書]、他に旧道131m、新道362m）18.721 km（香川県道）

## 歴史
- 1959年（昭和34年）1月31日 - 徳島県と香川県が一般県道込野観音寺線を認定。
- 1972年（昭和47年）3月10日 - 徳島県と香川県が一般県道込野観音寺線の整理番号を110へ統一。
- 1993年（平成5年）5月11日 - 建設省（現・国土交通省）から、一般県道込野観音寺線がとして主要地方道に指定される[1]。
- 1994年（平成6年）4月1日 - 徳島県と香川県が込野観音寺線の整理番号を110から6へ改番。
- 2020年（令和2年）12月13日 - 一般国道32号猪ノ鼻道路の開通に伴い、連絡路となる支線が開通[2]。

## 路線状況

### 重複区間
- 香川県道24号善通寺大野原線（観音寺市池之尻町 地内）

### 橋梁
12橋梁126m（香川県内）
- 黒岩橋（河内川・三豊市山本町河内）
- 正月橋（河内川・三豊市山本町河内）

## 地理
讃岐山脈を横断し、河内川に沿って山を下る。

### 通過する自治体
- 徳島県
  - 三好市
- 香川県
  - 三豊市
  - 観音寺市

### 交差する道路

#### 本線
- 徳島県道5号観音寺池田線（徳島県三好市池田町込野、起点）
- 徳島県道6号込野観音寺線支線（徳島県三好市池田町込野）
- 徳島県道268号野呂内三縄停車場線（徳島県三好市池田町白地字野呂内）
- 国道377号（香川県三豊市山本町辻・毘沙門堂交差点）
- 香川県道24号善通寺大野原線（香川県観音寺市池之尻町）
- 香川県道24号善通寺大野原線（香川県観音寺市池之尻町・池ノ尻交差点）
- 国道11号（香川県観音寺市出作町・出作町交差点）
- 香川県道237号黒渕本大線（香川県観音寺市坂本町）
- 香川県道49号観音寺善通寺線（香川県観音寺市坂本町、終点）

#### 支線
- 徳島県道6号込野観音寺線本線（徳島県三好市池田町込野）
- 国道32号猪ノ鼻道路（徳島県三好市池田町込野）

### 峠
- 六地蔵越 （徳島県三好市 - 香川県三豊市）
- 薬師峠 （香川県三豊市）

### 沿線にある施設など
- 高松自動車道観音寺バスストップ

## ギャラリー

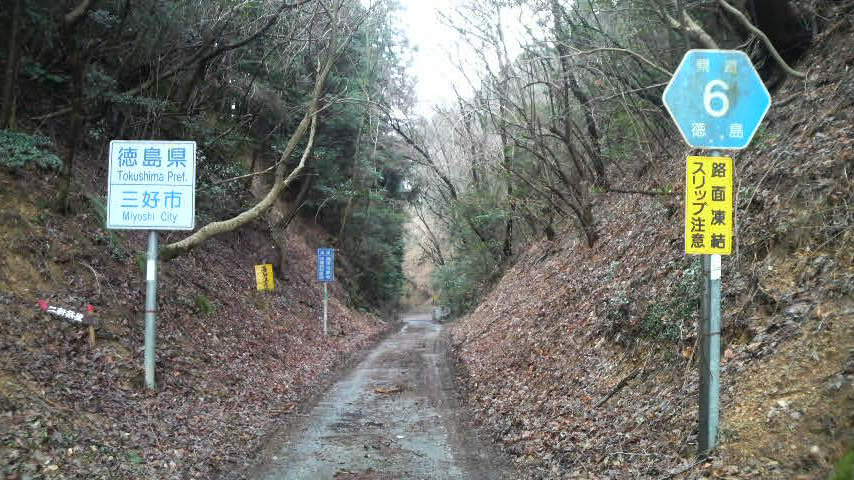
県道標識（徳島県側） （徳島県三好市池田町白地字野呂内）
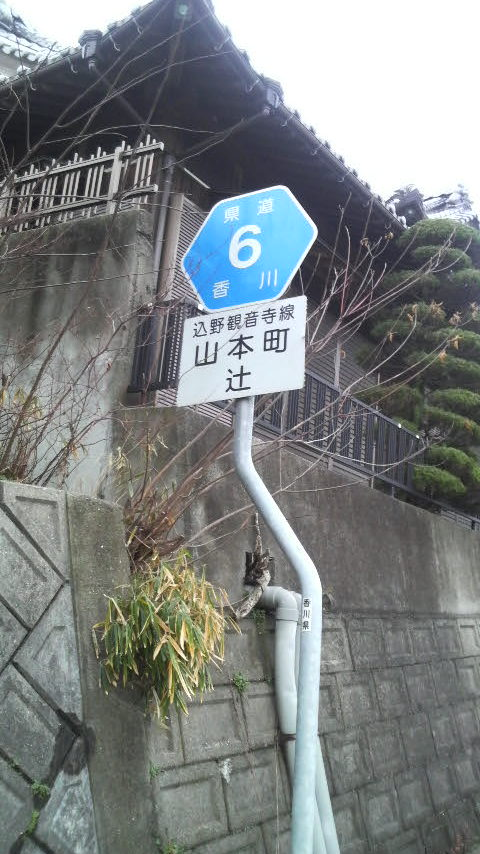
県道標識（香川県側） （香川県三豊市山本町辻）